# Wladimir Plechanow
Wladimir Plechanow (russisch Владимир Плеханов, engl. Transkription Vladimir Plekhanov; * 11. April 1958) ist ein ehemaliger russischer Dreispringer, der für die Sowjetunion startete.
1984 wurde er sowjetischer Hallenmeister. Bei den Halleneuropameisterschaften 1986 in Madrid gewann er Silber, und ein Jahr später wurde er bei den Halleneuropameisterschaften 1987 in Liévin Fünfter.

## Persönliche Bestleistungen
- Dreisprung: 17,60 m, 4. August 1985, Leningrad
  - Halle: 17,21 m, 23. Februar 1986, Madrid